# Sakamoto desu ga?
Sakamoto desu ga? (坂本ですが? lit. ¿Soy Sakamoto...??) es una serie de manga escrita e ilustrada por Nami Sano.
Una adaptación a serie de anime dirigida por Shinji Takamatsu, se emitió entre abril y julio de 2016.

## Argumento
La historia transcurre en la clase 1-2 del instituto Gakubun. Sakamoto es un estudiante con una personalidad elegante que realiza todo con estilo y de manera "cool", y que desde el primer día de clase llamó la atención de todos, volviéndose el estudiante más popular del instituto. A lo largo de la historia, se muestra como Sakamoto se las arregla en situaciones problemáticas, ganándose la admiración de sus compañeros, estudiantes de otras clases e incluso de personas que no son estudiantes (como la madre de su amigo, Kubota, quien está enamorada de él).

## Personajes
Sakamoto (坂本 Sakamoto?)
Seiyū: Hikaru Midorikawa
Es el protagonista de la serie. Sakamoto tiene una personalidad elegante y realiza con estilo todo lo que hace en su día a día, lo que hace que gane el respeto de sus compañeros y amigos y el amor de todas las chicas de su clase y prácticamente de todas las mujeres con las que se encuentra. Tiene una astucia e inteligencia admirables, siendo capaz de escapar de situaciones difíciles (como volver fácilmente una pelea en un juego de empujones o darle publicidad a un postre de la cafetería utilizando mensajes subliminales creándolos en menos de 5 mili segundos), así como habilidades físicas casi sobrehumanas. Sin embargo, a pesar de todas sus capacidades, Sakamoto es muy atento con sus compañeros y les ayuda en lo que necesiten, siempre con seguridad y clase.
Yoshinobu Kubota (久保田 吉伸 Kubota Yoshinobu?)
Seiyū: Akira Ishida
Un estudiante que estaba siendo acosado por dinero hasta que Sakamoto lo ayudó a conseguir un trabajo de medio tiempo en McDoodle's (una parodia de McDonald's que se conoce como WcDonalds en el anime). Luego Kubota se las arregló para enfrentarse a los matones y ahora pasa el rato con Sakamoto. Al igual que Sakamoto, tiene algunas "habilidades secretas", aunque todas están relacionadas con la comida rápida. Se preocupa tanto por su cabello, que cuando los subordinados de Hayabusa le afeitan todo el pelo, llora y se oculta en su habitación, sin querer ver a nadie. También se le ve llevando su equipo de cuidado del cabello a la escuela. Participa junto con sus compañeros del ataque de pasteles de crema contra Sakamoto antes de que este se vaya a América.
Yūya Sera (瀬良 裕也 Sera Yūya?)
Seiyū: Showtaro Morikubo
Un estudiante que está en la misma clase que Sakamoto. No le gustaba que Sakamoto robe siempre la atención de la clase. Él era una modelo adolescente hasta un incidente que involucra a Sakamoto y a un avispón gigante japonés. A partir de ese momento se vuelve el payaso de clase que hace malas bromas y anda siempre en calzoncillos. Después de que Sakamoto anunciara su partida a Estados Unidos, Sera anunció su sueño de convertirse en el mejor comediante de Japón mientras intentaba lanzarle un pastel de crema a Sakamoto.
Atsushi Maeda (前田 あつし Maeda Atsushi?)
Seiyū: Tomokazu Sugita
Apodado "Acchan". Fue un ex matón que molestaba a Sakamoto y es parte del grupo del trío de delincuentes. Gracias a Sakamoto, Acchan ya no fuma y en su lugar prefiere soplar burbujas. Alberga tanto el resentimiento como la admiración hacia Sakamoto y durante la ceremonia de graduación de los estudiantes del tercer año, fue manipulado por Fukaze para atacar a Sakamoto mientras pronunciaba un discurso. Eventualmente, se da por vencido y revela sus celos hacia Sakamoto y este último encubre su ataque como parte de su discurso, salvándolo del castigo disciplinario. Después de que Sakamoto anunciara su partida a Estados Unidos, Atsushi comparte su sueño de estudiar más duro y superar a Sakamoto mientras intentaba lanzarle un pastel de crema.
Aina Kuronuma (黒沼 あいな Kuronuma Aina?)
Seiyū: Yui Horie
Una estudiante en la clase de Sakamoto que se enamora de él. Ella es muy popular entre los chicos, pero no tiene ningún interés por nadie excepto por Sakamoto, lo que hace que le molesten las otras chicas. Ella encanta a los chicos para hacer su voluntad haciendo que se enamoren de ella a través de "lecciones de amor", pero que resultaron ser totalmente inútiles contra Sakamoto. Después de que Sakamoto anunciara su partida a Estados Unidos, Aina anunció su sueño de convertirse en la mejor modelo de Japón y ganar el afecto de Sakamoto mientras intentaba lanzarle un pastel de crema antes de que lo evadiera.
Mario (まりお Mario?)
Seiyū: Nobuyuki Hiyama
Es el chico que tiene una cola de caballo corta y alta del trío de delincuentes junto con Atsushi/Acchan.
Ken Ken (ケンケン Kenken?)
Seiyū: Ken Takeuchi
El de pelo dorado del trío de delincuentes junto con Atsushi/Acchan.
Megumi Fujita (藤田 恵 Fujita Megumi?)
Seiyū: Mai Nakahara
Alumna representante de la clase en el grupo de Sakamoto. A ella le gusta Sakamoto pero oculta sus sentimientos y se conforma con tomarle fotografías. Sus amigos la llaman Fu-chan.
Kana (カナ Kana?)
Seiyū: Yukari Tamura
Una estudiante que pertenece al círculo de amigos de Megumi. Su cabello castaño está peinado con un par de colas gemelas.
Erika (エリカ Erika?)
Seiyū: Mikako Takahashi
Una estudiante de la clase de Sakamoto con un pelo corto castaño claro. La apariencia de su rostro es bastante de marimacho. Su madre se llama Keiko.
Shigemi Kubota (久保田 茂美 Kubota Shigemi?)
Seiyū: Kujira
Es la madre de Yoshinobu Kubota. Le gustan los dramas coreanos, especialmente los del actor Chon Chorizo. Cuando Sakamoto vino a su casa para enseñar a Kubota a estudiar, se enamoró de Sakamoto a primera vista, por su gran parecido a Chon.
Kakuta (角田 Kakuta?)
Seiyū: Jōji Nakata
Un hombre de piel oscura que es el profesor de Educación Física y de Salud de la clase 1-2. Le molesta Sakamoto por su acto de venir a la escuela exactamente a tiempo antes de que suene la campana. Su cabello tiene un corte recto tan perfecto que se puede utilizar como sustituto de una regla.
Maruyama (丸山 Maruyama?)
Seiyū: Tetsu Inada
Un delincuente de segundo año que una vez usó a Sakamoto como su chico de los recados, pero el "servicio" extremadamente considerado de Sakamoto finalmente lo abruma; por lo que comenzó a actuar por su cuenta. Sin embargo, cada vez que ve a Sakamoto, recuerda lo sucedido y sufre de vómitos, evitando involucrarse con Sakamoto.
Shou Hayabusa/8823 (ハヤブサ Hayabusa?)
Seiyū: Kōji Yusa
Un delincuente de segundo año que es considerado como un modelo a seguir por otros delincuentes. Es guapo e inteligente, y, a diferencia de otros delincuentes, respeta el honor. Se las arregla para arrastrar a Sakamoto a un duelo con él, pero finalmente es vencido por Sakamoto. Actualmente es un aliado de Sakamoto después de que Fukase dañara su línea nasal durante el festival cultural por negarse a dar información sobre Sakamoto. Se revela que es el hermano mayor y a pesar de su actitud gamberra se preocupa mucho por sus hermanos menores y su padre distanciado. Hayabusa fue la última persona que se despidió de Sakamoto antes de irse a Estados Unidos aunque sospechaba que su razón de partida era una mentira, a pesar de que Sakamoto lo negó como tal. El origen del 8823 es desconocido, pero su nombre real parece ser "Shou".
Fukase (深瀬 Fukase?)
Seiyū: Mitsuo Iwata
Es un estudiante con una larga carrera delictiva que ya tiene 30 años, tiene un coeficiente intelectual de 180 y tiene un pasado extraño. Es popular entre los delincuentes debido a su tendencia a agredir a los estudiantes populares mientras manipula a otros para hacer su trabajo sucio. Alberga interés por Sakamoto y decide jugar un "juego" con él para sacarlo de la escuela durante el festival cultural que no tiene éxito. Durante la ceremonia de graduación de los estudiantes de tercer grado, Fukase manipula a Acchan para que ataque a Sakamoto, pero una vez que esto falla, fue avergonzado por Sakamoto y los delincuentes de toda la escuela en su propia graduación. Desde entonces nunca vuelve a mostrarse en la escuela y en la actualidad se dice que es un surfista en una playa cercana.
Chon Chorizo (チョン·チョリソー Chon Chorizo?)
Seiyū: Jun Fukuyama
Un ídolo coreano (en el mundo ficticio de la serie), de quien Shigemi es fanática. La apariencia de Sakamoto es idéntica a la de Chon, lo que explica parcialmente porque se enamora de Sakamoto.

## Contenido de la obra

### Manga
El manga fue serializado en la revista Fellows! de la editorial Enterbrain hasta el 14 de abril de 2012. Entre el 15 de marzo de 2013 y el 14 de diciembre de 2015, fue publicado en la revista Harta. Ha sido licenciado por Seven Seas Entertainment y Kadokawa Taiwan Corporation para su publicación en  Estados Unidos y Taiwán, respectivamente. Panini anunció a finales de marzo de 2017 su publicación en México, mientras que en España lo es por Milky Way Ediciones.
En el primer volumen también ha sido publicado un one-shot llamado Katahaba Hiroshi.

#### Lista de volúmenes
| Volumen | Fecha de publicación en Japón!!Fecha de publicación en España |                   |
| ------- | ------------------------------------------------------------- | ----------------- |
| 01      | 15 de enero de 2013                                           | Noviembre de 2015 |
| 02      | 15 de noviembre de 2013                                       | Enero de 2016     |
| 03      | 15 de diciembre de 2014                                       | Marzo de 2016     |
| 04      | 15 de enero de 2016                                           | Mayo de 2016      |

### Anime
Una serie de Anime fue televisada durante la primavera japonesa de 2016. La misma fue adaptada por el Studio DEEN.
En España la serie está licenciada por Yowu Entertainment y puede verse a través de Crunchyroll y de Filmin. En los Estados Unidos ha sido licenciada por Sentai Filmworks, siendo transmitida por la web de Crunchyroll para diversos territorios, entre los que se incluyen Estados Unidos, Canadá, Latinoamérica, Escandinavia, Sudáfrica y Turquía. En Francia, el anime es transmitido a través del sitio web Anime Digital Network.
Tras el terremoto ocurrido el 14 de abril, la emisión de la serie se vio modificada, debiéndose transmitir los episodios con una semana de atraso. Por eso mismo, el episodio 13, último episodio de la temporada, no fue transmitido por las distintas cadenas televisivas. El mismo podrá ser visto en el 5.º DVD/Blu-ray de la serie, el cual salió a la venta el 26 de octubre de 2016 en territorio japonés. El 10 de septiembre de 2016 se realizó un evento llamado Sakamoto desu ga? Special Event ~Event Sae mo Stylish ni~ en el cual se transmitió dicho episodio por primera vez, antes de ser lanzado a la venta.

#### Lista de episodios
| # | Título | Estreno                                                                    |
| --- | --- | -------------------------------------------------------------------------- |
| 1 | «Sakamoto de la clase 1-2 / Sé silencioso» «Ichi-Nen Ni-kumi Sakamoto-kun / Bī Kuwaietto» (1年2組 坂本君 / ビー・クワイエット) | 8 de abril de 2016                                                         |
| 2 | «Quiero proteger en lugar de ser protegido / Comenzando hoy, puedo usar la técnica de la psicología del amor» «Mamora reru yori mamoritai / Kyō kara tsukaeru ren'ai shinri-jutsu»                                                                         | 22 de abril de 2016                                                        |
| 3 | «El tuza, Sakamoto / El juego de escondite del amor» «Pashirisuto Sakamoto / Koi no kakurenbo» (パシリスト坂本 / 恋のかくれんぼ) | 29 de abril de 2016                                                        |
| 4 | «¿Sakamoto es un pervertido? / El álbum recopilatorio de la clase / El verano de la desaparición de Sakamoto» «Sakamoto wa sukebe desu ka? / Jugyō fūkei omunibasu / Sakamoto ga kieta natsu» (坂本はすけべですか？ / 授業風景オムニバス / 坂本が消えた夏) | 6 de mayo de 2016                                                          |
| 5 | «Lanzamiento de sóftbol / El carisma de Hayabusa-senpai / Cuidado de la salud» «Sofutobōru nage / Karisuma yankī Hayabusa-senpai / Kenkō kanri» (ソフトボール投げ / カリスマヤンキー8823先輩 / 健康管理)                                                   | 13 de mayo de 2016                                                         |
| 6 | «Las reglas de ir a casa / El amor cruzando la cámara / El marketing de la cafetería» «Gekō no rūru / Kamera-goshi no koi / Shokudō Māketingu» (下校のルール / カメラ越しの恋 / 食堂マーケティング)                                                        | 20 de mayo de 2016                                                         |
| 7 | «¿Es Sakamoto realmente un pervertido? / La revolución francesa de Sera» «Yahari Sakamoto wa sukebe desu ka? / Sera no furansu kakumei» (やはり坂本はすけべですか？ / 瀬良のフランス革命)                                                                  | 27 de mayo de 2016                                                         |
| 8 | «El festival cultural es sombrío» «Sakamoto-kun to watashi no deai» (坂本君と私の出会い) | 3 de junio de 2016                                                         |
| 9 | «La reunión entre Sakamoto y yo / La más cercana, pero aún lejana persona» «Sakamoto-kun to watashi no deai / Ichiban chikakute tōi hito» (坂本君と私の出会い / 一番近くて遠い人)                                                                          | 10 de junio de 2016                                                        |
| 10 | «El señor demonio / Falta de cosa» «Maō / Nukumori wa iranai» (魔王 / 足りないもの) | 17 de junio de 2016                                                        |
| 11 | «No necesito calor / 1-2 memorias» «Nukumori wa iranai / 1-2 memorīzu» (ぬくもりはいらない / 1-2メモリーズ) | 24 de junio de 2016                                                        |
| 12 | «Adiós, Sakamoto-kun» «Sayonara Sakamoto-kun» (さよなら坂本君) | 1º de julio de 2016                                                        |
| 13 | «Sakamoto desu ga? Especial» | 10 de septiembre de 2016 (1.ª emisión) 26 de octubre de 2016 (lanzamiento) |
| Meses luego de la partida de Sakamoto, todos se sienten solos, si bien continúan con sus rutinas diarias. Kana-chan vuelve a saber de él al verlo en el noticiero. | |                                                                            |

## Recepción
Habiendo sido lanzado en enero de 2016, durante el período comprendido entre noviembre de 2015 y mayo de 2016, el cuarto volumen de la obra ha sido el 19.º tankōbon más vendido, sumando 651.628 copias. Tomando en cuenta el año, es decir, desde noviembre de 2015 hasta noviembre de 2016, fue el 33.º volumen más vendido en Japón, con 690.441 copias.
La revista especializada en libros y manga Da Vinci de Kadokawa y Media Factory ha revelado la lista de la 17.ª edición del "Libro del año". El manga de Nami Sano ha obtenido el 41.º puesto del ranking de mangas. Dicho ranking no solo contempla las ventas (en este caso, de los volúmenes 1 al 4), sino también por los votos de 5.117 personas, que incluyen: críticos literarios, escritores y empleados de librerías.